# Villevallier
Villevallier est une commune française, située dans le département de l'Yonne en région Bourgogne-Franche-Comté.

## Géographie

### Situation
Villevallier se trouve dans le nord-ouest du département de l'Yonne, avec au sud-est sa sous-préfecture Joigny à 9 km et sa préfecture Auxerre à 37 km. Paris est à 140 km au nord-ouest.
Outre Joigny, la ville la plus proche est Villeneuve-sur-Yonne à 10 km au nord.
Le bourg est situé entre la D606 (tronçon de la nationale 6) et la rive droite de la rivière Yonne, qui marque la limite de commune à l'ouest avec, d'amont en aval, Villecien et Saint-Julien-du-Sault - ce dernier bourg se trouvant de l'autre côté du pont de la D107 sur l'Yonne - seul pont sur la commune.

### Hydrographie
L'Yonne est barrée par l'écluse de Villevallier vers le lieu-dit Les Sablières, 460 m après son entrée sur la commune.

### Forêt
En note générale, l'essentiel de la commune est boisée. Les seuls endroits largement découverts sont le fond de vallée de l'Yonne - également occupé par le bourg), la moitié inférieure du coteau de la vallée au sud du bourg, ainsi qu'environ 117 hectares en haut du plateau au sud-est du bourg, ces derniers prolongés au-delà d'une avancée de la forêt par les Placeaux d'une surface d'environ 293 ha.

### Voies de communication et transports
La D606 ou N6 traverse le bourg en longeant la rive droite de l'Yonne (elle passe en rive gauche par le pont sur la commune voisine Villecien au sud). Les autres voies publiques sont les quelques rues desservant le bourg y compris la D107 passant le pont qui relie Villevallier à Saint-Julien-du-Sault en rive gauche, plus 2 petites routes de campagne sans issue (route de Vallangis, la Côte Froide) et le chemin de halage, caillouté (calcaire) et carrossable.
Villevallier est proche de deux autoroutes, qui se croisent à l’échangeur de Courtenay à 19 km l'ouest : l'autoroute A6, avec les entrées-sorties no 18 « Sépeaux » à 16 km au sud et no 17 « Courtenay » ; et l'autoroute A19 avec son entrée-sortie no 4 « Courtenay ».
L'aérodrome de Joigny est à 10 km au sud-est, sur la D20 au nord de Joigny.

### Climat
Pour des articles plus généraux, voir Climat de la Bourgogne-Franche-Comté et Climat de l'Yonne.
En 2010, le climat de la commune est de type climat océanique dégradé des plaines du Centre et du Nord, selon une étude du Centre national de la recherche scientifique s'appuyant sur une série de données couvrant la période 1971-2000. En 2020, Météo-France publie une typologie des climats de la France métropolitaine dans laquelle la commune est exposée à un climat océanique altéré et est dans la région climatique  Nord-est du bassin Parisien, caractérisée par un ensoleillement médiocre, une pluviométrie moyenne régulièrement répartie au cours de l’année et un hiver froid (3 °C). 
Pour la période 1971-2000, la température annuelle moyenne est de 11,2 °C, avec une amplitude thermique annuelle de 15,8 °C. Le cumul annuel moyen de précipitations est de 738 mm, avec 12,1 jours de précipitations en janvier et 7,3 jours en juillet. Pour la période 1991-2020, la température moyenne annuelle observée sur la station météorologique de Météo-France la plus proche, « Cudot_sapc », sur la commune de Cudot à 11 km à vol d'oiseau, est de 11,7 °C et le cumul annuel moyen de précipitations est de 765,6 mm. 
La température maximale relevée sur cette station est de 42 °C, atteinte le 25 juillet 2019 ; la température minimale est de −13 °C, atteinte le 20 décembre 2009,,. 
Les paramètres climatiques de la commune ont été estimés pour le milieu du siècle (2041-2070) selon différents scénarios d'émission de gaz à effet de serre à partir des nouvelles projections climatiques de référence DRIAS-2020. Ils sont consultables sur un site dédié publié par Météo-France en novembre 2022.

## Urbanisme

### Typologie
Au 1er janvier 2024, Villevallier est catégorisée bourg rural, selon la nouvelle grille communale de densité à sept niveaux définie par l'Insee en 2022.
Elle appartient à l'unité urbaine de Saint-Julien-du-Sault, une agglomération intra-départementale regroupant deux  communes, dont elle est une commune de la banlieue,,. Par ailleurs la commune fait partie de l'aire d'attraction de Saint-Julien-du-Sault, dont elle est une commune du pôle principal,. Cette aire, qui regroupe 3 communes, est catégorisée dans les aires de moins de 50 000 habitants,.

### Occupation des sols
L'occupation des sols de la commune, telle qu'elle ressort de la base de données européenne d’occupation biophysique des sols Corine Land Cover (CLC), est marquée par l'importance des forêts et milieux semi-naturels (69,4 % en 2018), une proportion identique à celle de 1990 (69,4 %). La répartition détaillée en 2018 est la suivante : 
forêts (69 %), terres arables (16,7 %), zones agricoles hétérogènes (6,4 %), zones urbanisées (4,3 %), eaux continentales (3,2 %), milieux à végétation arbustive et/ou herbacée (0,4 %). L'évolution de l’occupation des sols de la commune et de ses infrastructures peut être observée sur les différentes représentations cartographiques du territoire : la carte de Cassini (XVIIIe siècle), la carte d'état-major (1820-1866) et les cartes ou photos aériennes de l'IGN pour la période actuelle (1950 à aujourd'hui).

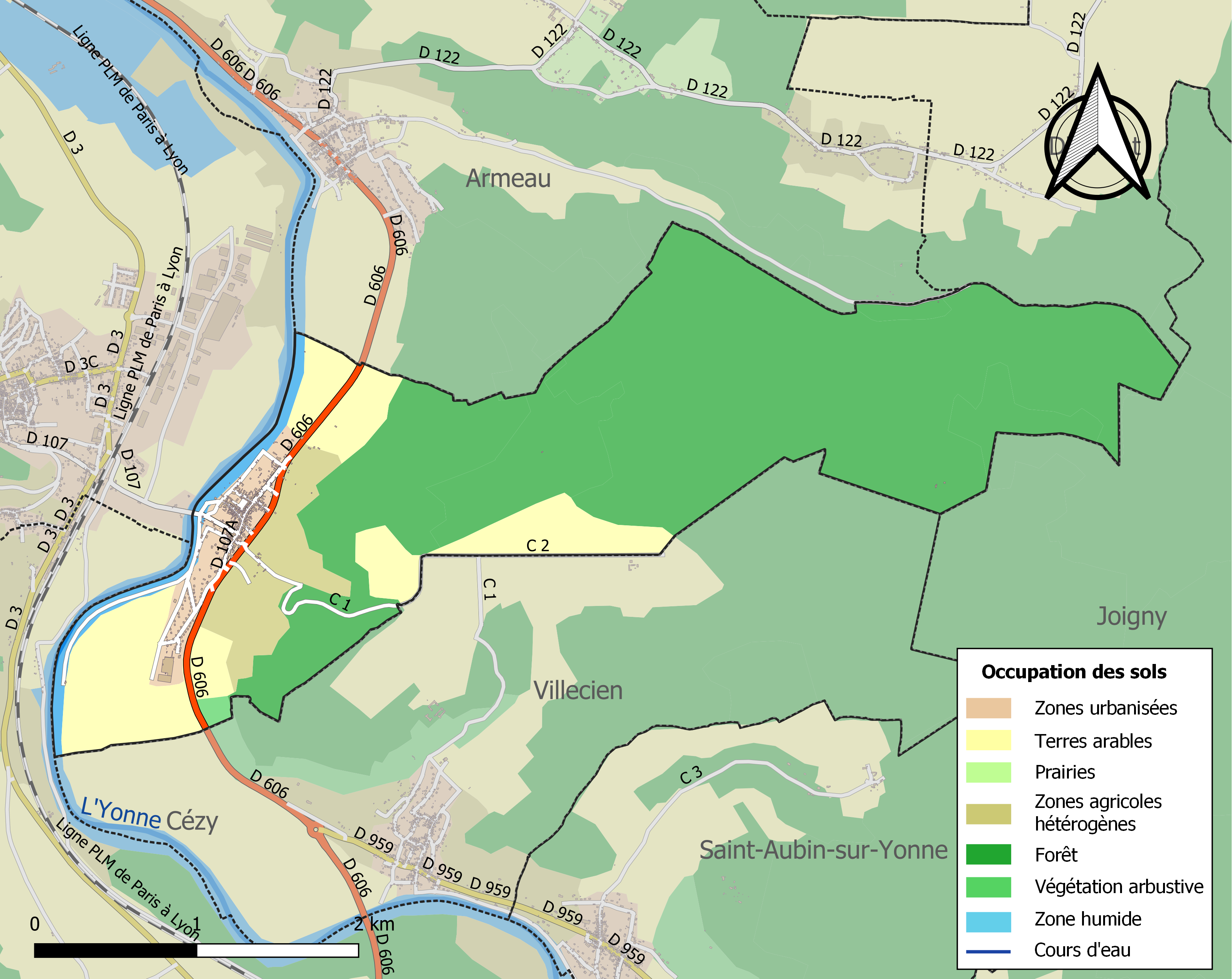
Carte des infrastructures et de l'occupation des sols de la commune en 2018 (CLC).

## Histoire

### Protohistoire
Au moins une sépulture collective (inhumations successives et non une seule inhumation de plusieurs personnes à la fois) a été trouvée vers les Plachis, à cheval entre les communes de Villevallier et d'Armeau. Son mobilier incluait des poteries de la fin du RRBP (rubanné rhénan dans le bassin parisien, avec des incisions caractéristiques de cette époque sur la lèvre des pots. Au moins une couche archéologique a livré une hutte et une torque à arceaux.

### Moyen Âge
En 1275, Jean-Henry de Saint-Julien vend à Étienne, archidiacre d’Étampes, le port existant sur la rivière d’Yonne, entre Saint-Julien-du-Sault et Villevallier. En 1277 Gilon (Gilles Cornu), archevêque de Sens, rachète le port avec des conditions.

### XIXesiècle
Au XIXe siècle la fête patronale de saint Fiacre était le 30 août.

### XXIesiècle
N'ayant auparavant pas de gentilé, celui de Villevallérien a été choisi en 2010.
Au 1er janvier 2016 la région Bourgogne, à laquelle appartenait Villevallier, a fusionné avec la région de Franche-Comté pour devenir la région Bourgogne-Franche-Comté.

### Le pont

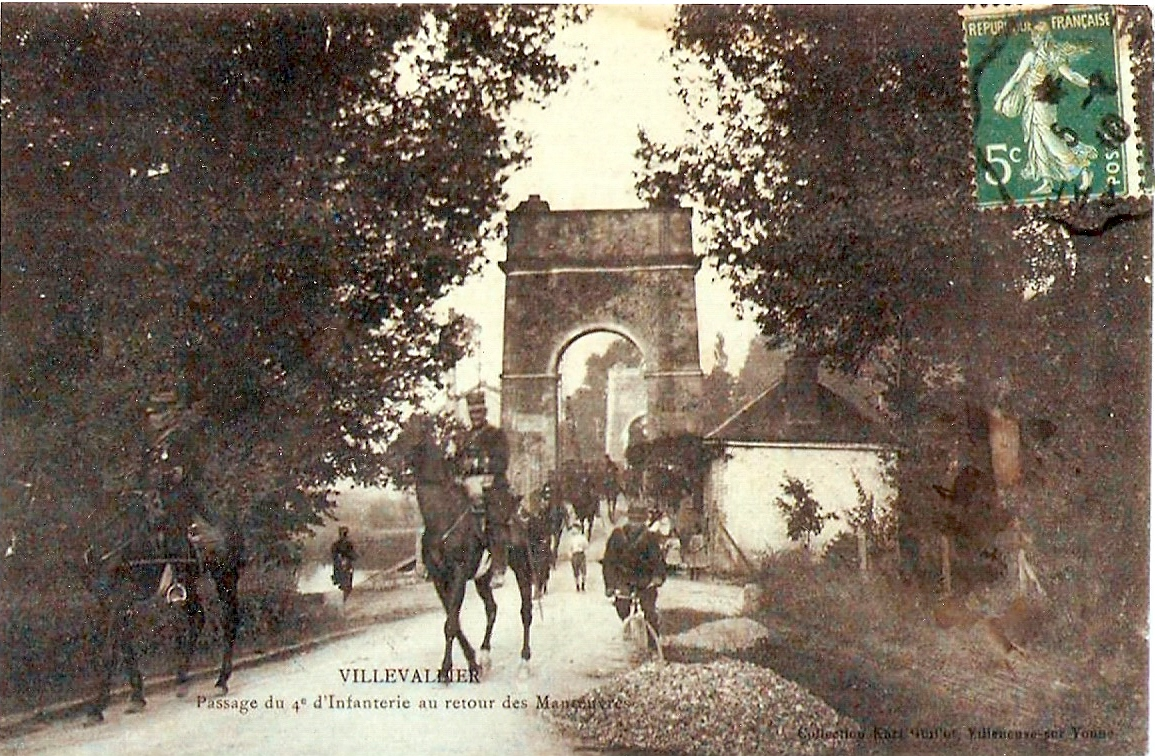
Le 4e d'infanterie passe le pont.

Longtemps la rivière a été franchie par un gué seulement praticable en période de basses-eaux, puis par un bateau remplacé par un bac dans les années 1820. Afin notamment de favoriser les activités agricoles entre les villes de la rive gauche et celles de la rive droite et le passage des journaliers, et pour éviter d'aller passer le pont à Villeneuve-sur-Yonne ou à Joigny, on construisit un pont à péage en 1833 et mis en service le 20 février 1834. Ce pont suspendu, construit par décret du 24 juillet 1832 et d'une longueur de 90 m, est une œuvre de la Compagnie Seguin (Marc Seguin) qui a financé la construction du pont dont elle était propriétaire pour une concession de 99 ans et dont elle assurait le péage. Toutefois le péage s'est arrêté avec la loi du 30 juillet 1880 qui obligeait les communes à racheter les concessions, pour rendre libre et gratuit l'accès au pont.

## Économie

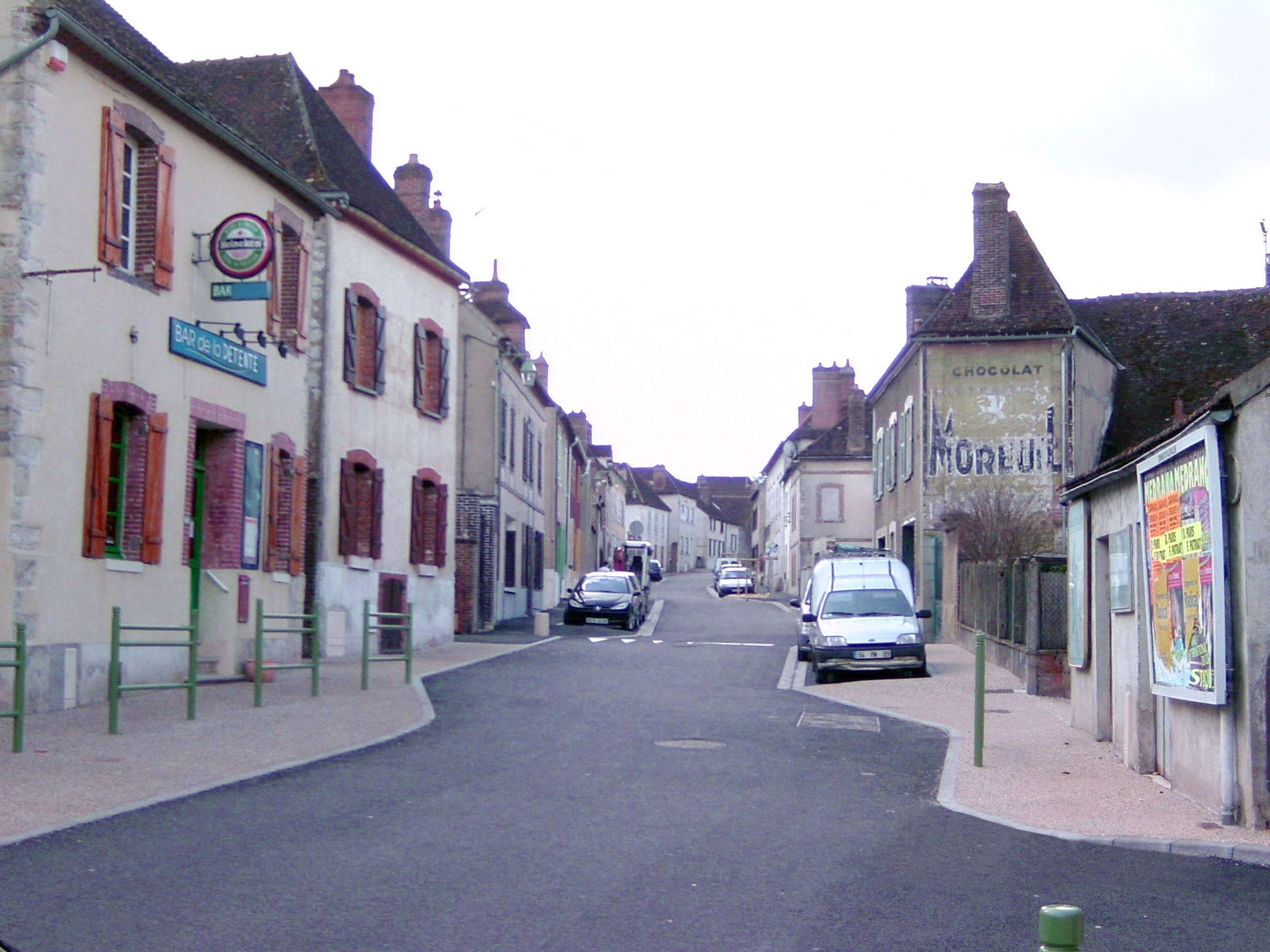
Rue principale.

## Politique et administration
| Période    | Période  | Identité        | Étiquette | Qualité |
| ---------- | -------- | --------------- | --------- | ------- |
|            |          |                 |           |         |
| avant 1988 | ?        | Guy Vasseur     |           |         |
| mars 2008  | 2014     | Patrick Leloup  |           |         |
| 2014       | En cours | Monique Mercier |           |         |

## Démographie
L'évolution du nombre d'habitants est connue à travers les recensements de la population effectués dans la commune depuis 1793. Pour les communes de moins de 10 000 habitants, une enquête de recensement portant sur toute la population est réalisée tous les cinq ans, les populations de référence des années intermédiaires étant quant à elles estimées par interpolation ou extrapolation. Pour la commune, le premier recensement exhaustif entrant dans le cadre du nouveau dispositif a été réalisé en 2005.

En 2022, la commune comptait 417 habitants, en évolution de −0,71 % par rapport à 2016 (Yonne : −1,95 %, France hors Mayotte : +2,11 %).
| 1793 | 1800 | 1806 | 1821 | 1831 | 1836 | 1841 | 1846 | 1851 |
| ---- | ---- | ---- | ---- | ---- | ---- | ---- | ---- | ---- |
| 556  | 545  | 568  | 568  | 549  | 574  | 552  | 556  | 585  |

| 1856 | 1861 | 1866 | 1872 | 1876 | 1881 | 1886 | 1891 | 1896 |
| ---- | ---- | ---- | ---- | ---- | ---- | ---- | ---- | ---- |
| 488  | 485  | 444  | 450  | 419  | 406  | 400  | 407  | 402  |

| 1901 | 1906 | 1911 | 1921 | 1926 | 1931 | 1936 | 1946 | 1954 |
| ---- | ---- | ---- | ---- | ---- | ---- | ---- | ---- | ---- |
| 353  | 352  | 364  | 335  | 323  | 335  | 356  | 313  | 310  |

| 1962 | 1968 | 1975 | 1982 | 1990 | 1999 | 2005 | 2006 | 2010 |
| ---- | ---- | ---- | ---- | ---- | ---- | ---- | ---- | ---- |
| 273  | 251  | 305  | 366  | 359  | 368  | 434  | 435  | 414  |

| 2015 | 2020 | 2022 | - | - | - | - | - | - |
| ---- | ---- | ---- | - | - | - | - | - | - |
| 423  | 418  | 417  | - | - | - | - | - | - |

## Lieux et monuments

### Église Saint-Fiacre
Elle est formée de deux rectangles accolés. Le vaisseau mesure 18,40 m. La hauteur de la voûte est de 10 m La tour s'élève au-dessus du porche, dont la porte est ornée de colonnes de style du XIIIe siècle. À l'intérieur, la chapelle voûtée de la Vierge date de 1624.
Cette église renferme un tableau sur toile, L'Adoration des bergers, peint en 1639 et une statue peinte en pierre de la Vierge à l'enfant, du XIVe siècle, objets classés en 1992 à l'inventaire des monuments historiques.

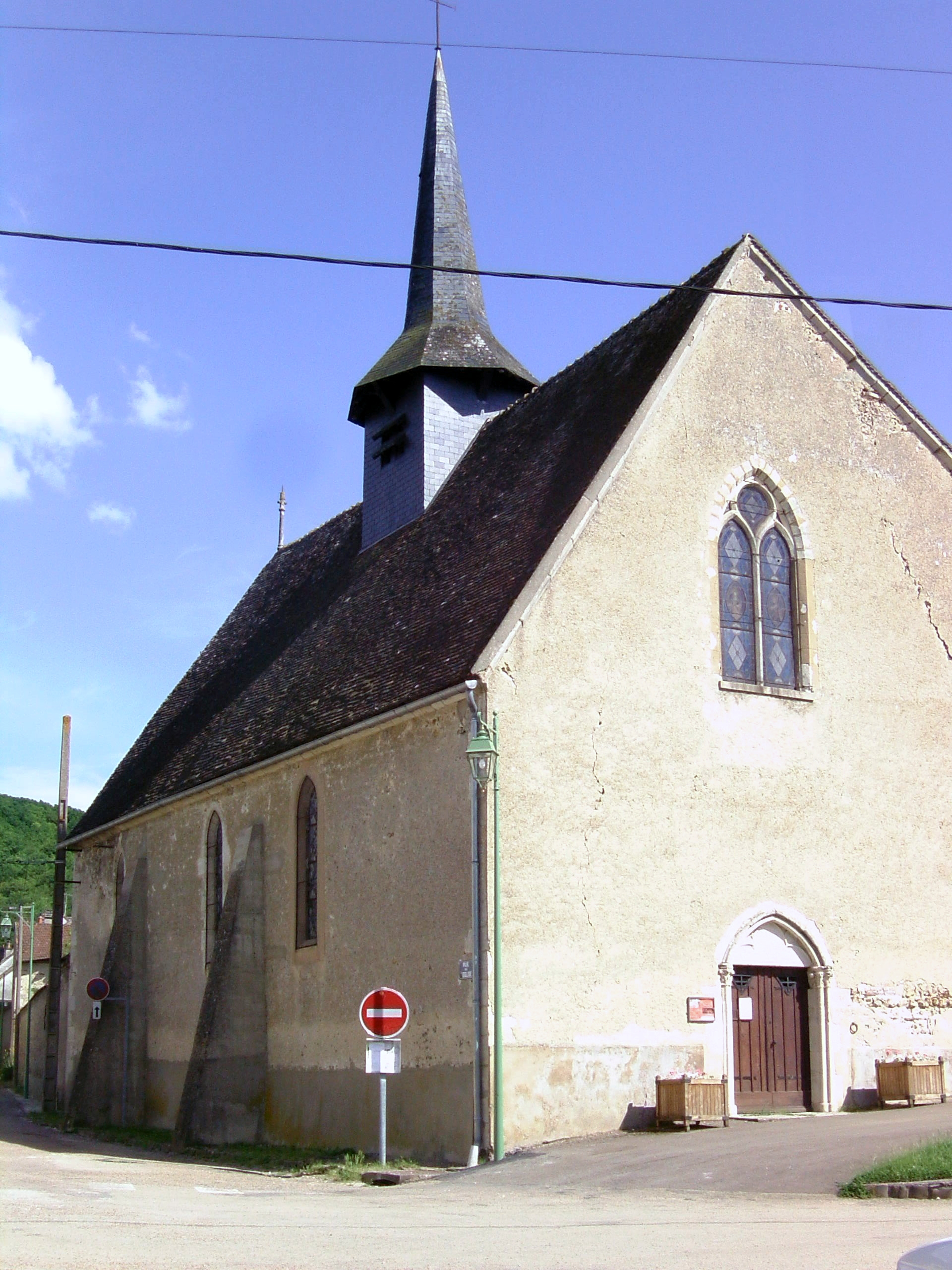
Église Saint-Fiacre.
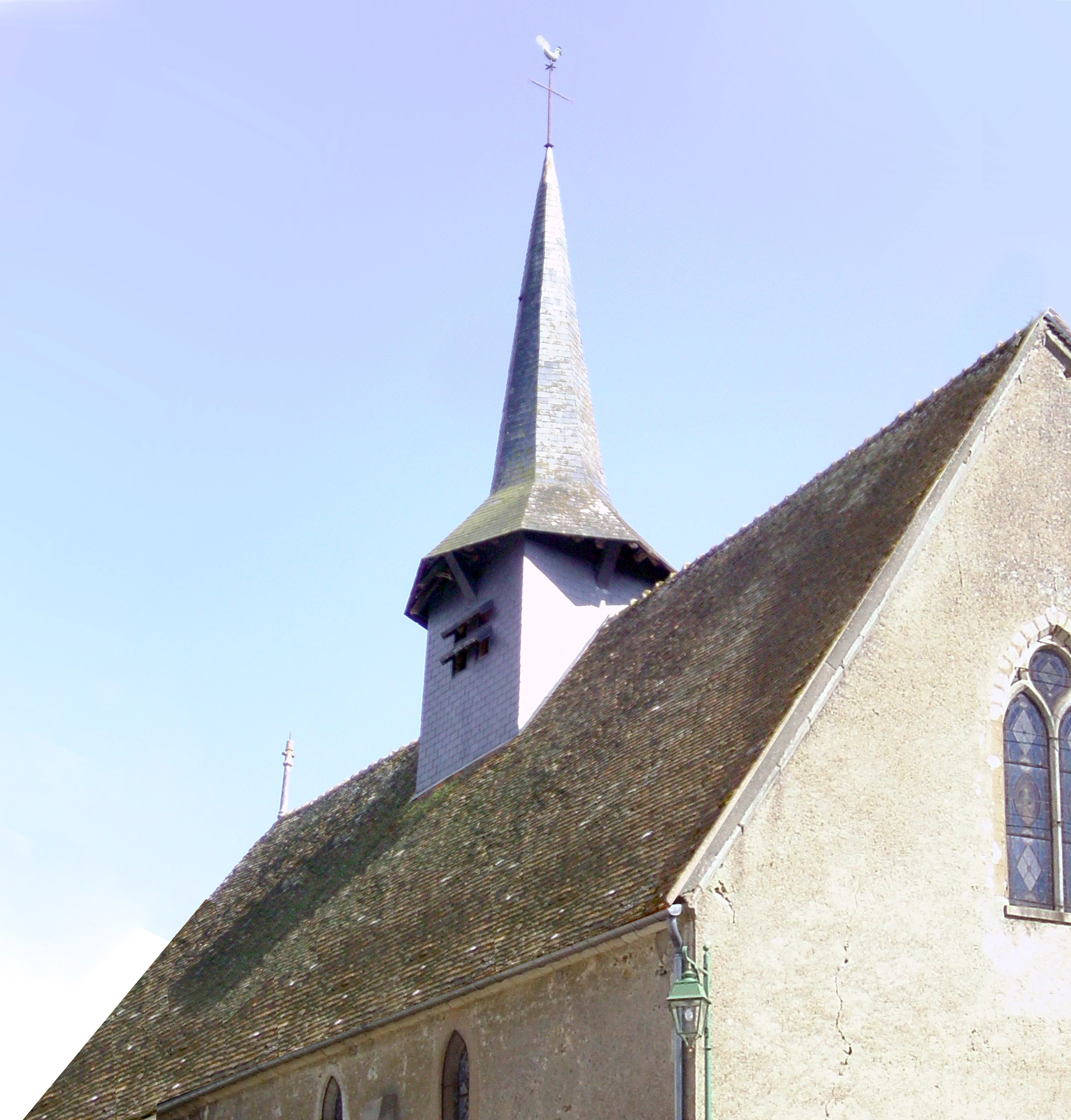
Église Saint-Fiacre.
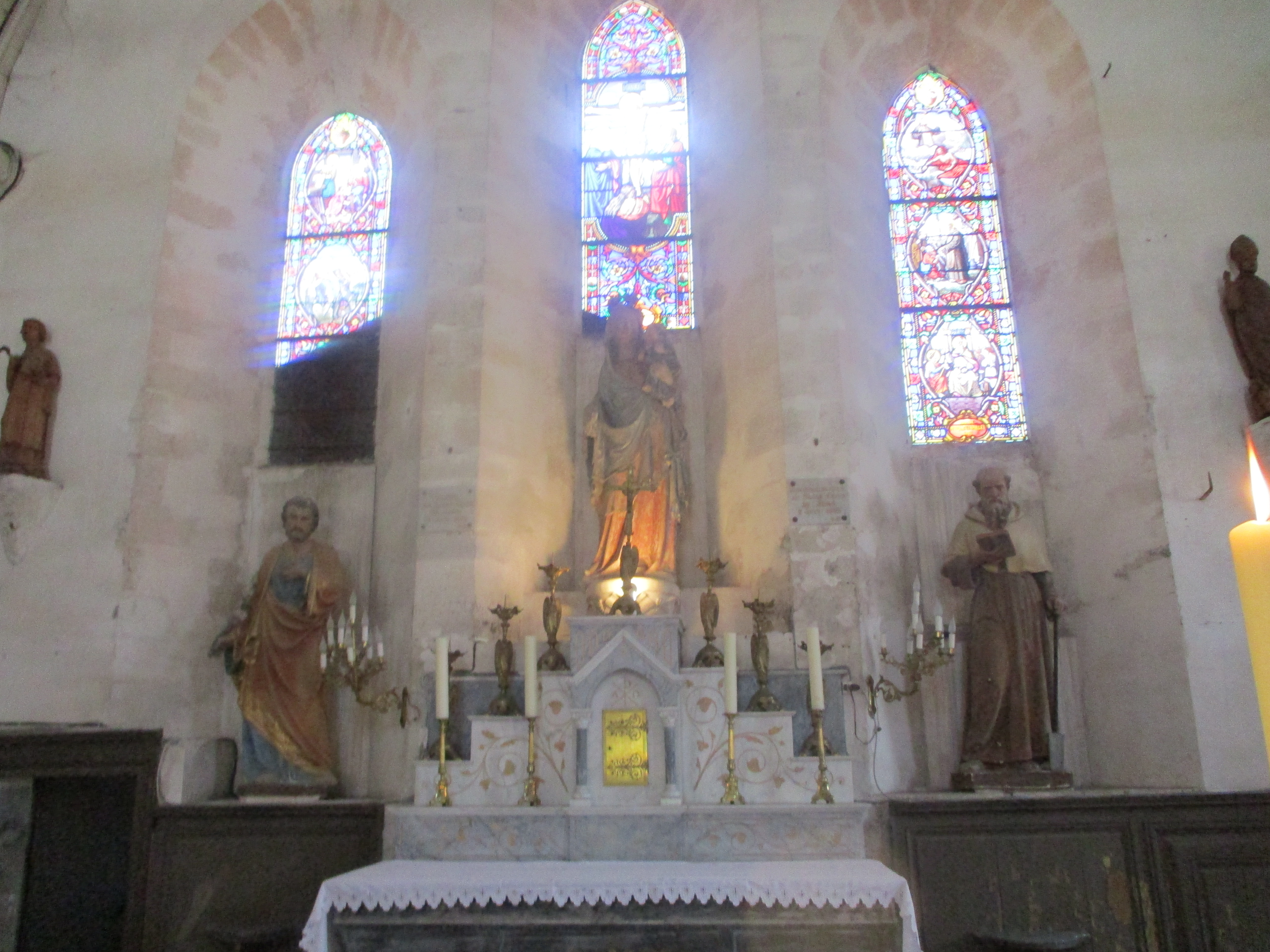
Maître-autel.

### Éolienne Bollée
Elle est construite en 1893 par l'entreprise Bollée pour alimenter le lavoir communal. Le modèle choisi est le n°3 du catalogue de ce constructeur équipé d'un rotor de 5 m de diamètre. Remise en état en 1920, 1930 et 1932, elle est vendue avec le lavoir et l'ancien réservoir de la ville, en 1972, à un particulier. Le propriétaire du terrain propose l'éolienne à la municipalité de Villevallier qui n'en veut pas puis à la ville de Sens qui l'accepte avec en contrepartie la pose d'un panneau au nom des propriétaires de l'éolienne qui mentionne ce don.
Elle est finalement démontée en 2006 puis remontée en 2017 dans le parc du Moulin à Tan de cette ville.

## Personnalités liées à la commune
- Joseph Vincent Dumolard (1766-1819) - député en 1791, il s'est retiré à Villevallier assemblee-nationale
- Jean-Antoine Leclerc de Milfort (1752-1820), aventurier puis général de l'armée française, né à Thin-le-Moutier.

Après s'être engagé jeune et avoir servi dans le Régiment d’Infanterie de Lorraine, il part en Amérique du Nord où il participe aux guerres tribales indiennes auprès des Indiens Creeks, et prend le nom de Tastanegy, c’est-à-dire grand guerrier, chef de guerre.
Il rentre en France, est nommé général de brigade par Bonaparte le 19 avril 1796 sous le nom de François Tastanegy.
Il a publié 1802 un récit de ses aventures chez les Creek et meurt dans son lit à Villevallier. Il a des descendants de sa femme française et de sa femme indienne.

## Environnement
La commune inclut une ZNIEFF :
- La ZNIEFF de la forêt d'Othe et ses abords[31], qui englobe 29 398 ha répartis sur 21 communes[32]. Le milieu déterminant est la forêt ; on y trouve aussi eaux douces stagnantes, landes, fruticées, pelouses et prairies.

## Pour approfondir